# Граф Корнуолл
Граф Корнуолл (англ. Earl of Cornwall) — один из графских титулов английского дворянства в Средние века. Впервые был пожалован Роберту де Мортену, брату и близкому соратнику короля Вильгельма Завоевателя. Среди носителей титула наиболее известны принц Джон, ставший в 1189 году королём Англии, и его сын Ричард Корнуолльский, один из крупнейших английских государственных деятелей середины XIII века, избранный в 1257 году королём Германии. Титул графа Корнуолла перестал существовать в 1337 г., будучи замещённым титулом герцога Корнуолльского, который стал принадлежать наследнику престола Англии (принцу Уэльскому).

## История титула
В раннее Средневековье в Корнуолле долгое время существовало бриттское королевство Думнония, пока в начале X века он не было завоёвано англосаксами. Но даже после вхождения Корнуолла в состав Английского королевства, большая часть местного населения оставалась бриттами, а кельтское влияние и корнский язык господствовали здесь на протяжении нескольких веков. В X — XI веках Корнуолл управлялся англосаксонскими элдорменами, возможно тесно связанными с местной бриттской знатью.
После нормандского завоевания Англии владения англосаксов в Корнуолле были конфискованы и переданы представителям нормандской знати. Особенно влиятельными в этом регионе оказались Жоффруа, епископ Кутанса, и Роберт, граф де Мортен. Последний был единоутробным братом короля Вильгельма Завоевателя и в 1068 г. был пожалован титулом графа Корнуолла. Существует мнение, что это было связано с тем, что Роберт был наполовину бретонцем по происхождению и, видимо, владел бретонским языком, понятным бриттскому населению Корнуолла. Роберт основал в Корнуолле замок Лонсестон который стал резиденцией графов, а затем герцогов Корнуолла. После смерти Роберта титул графа унаследовал его сын Уильям Фиц-Роберт, однако в 1106 г., после мятежа Уильяма против короля Генриха I, его владения и титулы были конфискованы.
На протяжении последующих двух веков титул графа Корнуолла неоднократно присваивался тем или иным представителям англо-нормандской и англо-бретонской знати, а в 1189 г. графом Корнуолла стал будущий король Англии Иоанн Безземельный. В 1225 г. этот титул получил сын Иоанна, Ричард, избранный позднее королём Германии. В начале XIV века титул графа Корнуолла носил первый фаворит Эдуарда II Пирс Гавестон, чьё влияние вызвало массовое восстание английских баронов и ограничение власти короля. Последним графом Корнуоллом был Джон Элтемский, после смерти которого в 1330 г. этот титул прекратил существование. Ему на смену пришёл титул герцога Корнуольского, в 1339 г. дарованный старшему сыну и наследнику короля Эдуарда III, который позднее стал неотъёмлемым титулом старших сыновей королей Англии и Великобритании.

## Список графов Корнуолл

### Англосаксонские элдормены Корнуолла (Керниу)
- Кинан (ум. ок. 935);
- Рикат (ум. ок. 950);
- Кадок (ум. ок. 1066).

### Графы Корнуолл, первая креация (1068)
- Брайан Бретонский — первый владелец Корнуолла после норманнского завоевания.
- Роберт, граф де Мортен (1068—1088/1095);
- Вильгельм, граф де Мортен (1088/1095 — 1106, ум. в 1140 г.), сын предыдущего, титул конфискован в 1106 г.

### Графы Корнуолл, вторая креация (1140)
- Ален Чёрный, граф Ричмонд (1140—1141, ум. в 1146 г.), отказался от титула в 1141 г.

### Графы Корнуолл, третья креация (1141)
- Реджинальд де Данстанвиль, 1-й граф Корнуолл (1141—1175), побочный сын короля Генриха I;
- Джон Фиц-Реджинальд, 2-й граф Корнуолл (ум. ок 1175), сын предыдущего.

### Графы Корнуолл, четвёртая креация (1180)
- Балдуин, 1-й граф Корнуолл (1180—1188).

### Графы Корнуолл, пятая креация (1189)
- Иоанн Безземельный (1189—1199, ум. в 1216 г.), король Англии с 1199 г.

### Графы Корнуолл, шестая креация (1217)
- Генри Фиц-Каунт, 1-й граф Корнуолл (1217—1220, ум. в 1222 г.), незаконный сын Реджинальда де Данстанвиля, отказался от титула в 1220 г.

### Графы Корнуолл, седьмая креация (1225)
- Ричард, 1-й граф Корнуолл (1225—1272), король Германии, сын Иоанна Безземельного;
- Эдмунд, 2-й граф Корнуолл (1272—1300), сын предыдущего.

### Графы Корнуолл, восьмая креация (1307)
- Пирс Гавестон, 1-й граф Корнуолл (1307—1312), фаворит Эдуарда II.

### Графы Корнуолл, девятая креация (1330)
- Джон Элтемский, 1-й граф Корнуолл (1312—1336), младший сын короля Эдуарда II.